# Legge di van der Waals
La legge di van der Waals è una equazione di stato che descrive il comportamento dei gas reali. Rappresenta un'estensione della legge dei gas perfetti, rispetto alla quale consente una migliore descrizione dello stato gassoso per le alte pressioni e in prossimità del punto di liquefazione. 
La legge prende il nome dal fisico olandese Johannes Diderik van der Waals (1837-1923), che la propose in un lavoro del 1873 (Over de Continuïteit van den Gas - en Vloeistoftoestand, Sulla continuità dello stato liquido e gassoso); per la formulazione di questa legge lo studioso fu insignito del Premio Nobel per la fisica nel 1910.

## Formulazione
La legge di van der Waals è una equazione di stato che estende la legge dei gas perfetti:
{\displaystyle {p}\,{V}={n}\,{R}\,{T}}
con l'introduzione di due valori {\displaystyle a} e {\displaystyle b} (dette costanti di van der Waals) che dipendono dalla sostanza in esame. 
La formulazione della legge di van der Waals è la seguente:
{\displaystyle \left({p}+{a}{\frac {n^{2}}{V^{2}}}\right)\left({V}-{n}{b}\right)={n}\,{R}\,{T}}
dove {\displaystyle p} è la pressione del gas, {\displaystyle n} il la quantità di sostanza espressa in moli, {\displaystyle V} il volume occupato, {\displaystyle R} la costante universale dei gas e {\displaystyle T} la temperatura assoluta.
Sostituendo eventualmente il volume molare {\displaystyle v} al rapporto fra il volume totale del gas {\displaystyle V} e la quantità di sostanza {\displaystyle N}, si ottiene una espressione più contratta:
{\displaystyle \left({p}+{\frac {a}{v^{2}}}\right)\left({v}-{b}\right)={R}\,{T}}
Un'altra forma della legge si ottiene dividendo la prima forma riportata sopra per il volume e per il numero di Avogadro, definendo la densità di numero {\displaystyle n} che è l'inverso del volume molare moltiplicato per il numero di Avogadro, e misurando la temperatura in unità energetiche (ovvero moltiplicandola per la costante di Boltzmann):
{\displaystyle T=\left(p+an^{2}\right)\left(1-bn\right)}
che è una correzione alla legge dei gas perfetti nella forma impiegata in meccanica statistica e in generale nella fisica teorica:
{\displaystyle T={\frac {p}{n}}}
I valori delle costanti di van der Waals per alcuni dei gas più comuni sono riportati in tabella; il loro significato verrà illustrato nelle sezioni seguenti.

## La costanteae le forze intermolecolari attrattive a medio raggio
Le molecole, anche quando sono elettricamente neutre, cioè non ionizzate, hanno al loro interno una distribuzione asimmetrica delle cariche elettriche positive e negative. Questa asimmetria può essere permanente, come nel caso della molecola di acqua (rappresentata in figura) o di acido cloridrico, o transitoria, come nell'azoto o nel propene. Tale fatto dà luogo a deboli forze di attrazione elettrostatica tra le molecole, che vanno a formare dipoli. L'energia potenziale di questo campo di forze è inversamente proporzionale alla sesta potenza della distanza tra le molecole secondo il potenziale di Lennard-Jones. Questo significa che la forza diminuisce ancora più rapidamente, come settima potenza rispetto alla distanza. Per sottolineare la velocità con cui diminuiscono le forze, osserviamo che raddoppiando la distanza, la forza si riduce a {\displaystyle {1 \over 2^{7}}={1 \over 128}} del suo valore iniziale.
La presenza di forze attrattive tra le molecole ha l'effetto di ridurre la pressione che il gas esercita sulle pareti del contenitore; il fatto che le molecole si attraggano tra di loro riduce infatti la frequenza dei loro urti con le pareti e quindi anche la pressione. La pressione viene ridotta di una quantità che è proporzionale a {\displaystyle {1 \over V^{2}}} (poiché il volume del gas {\displaystyle V} è proporzionale al cubo della distanza media tra le molecole, {\displaystyle d_{m}^{3}}, e l'energia potenziale è, come si è detto, proporzionale a {\displaystyle 1/d_{m}^{6}}); alla pressione calcolabile mediante la legge dei gas perfetti {\displaystyle \left(P=nT\right)} occorre quindi sottrarre la quantità
{\displaystyle {a}{\frac {N^{2}}{V^{2}}}=an^{2}}
(ossia nella formula dovremo aggiungere al termine della pressione la suddetta quantità, in modo che esplicitando la pressione {\displaystyle p} si abbia un valore più basso rispetto a quello trovato con legge dei gas perfetti, in accordo con il nostro ragionamento).
Questo termine viene detto pressione di coesione (ricordiamo che {\displaystyle n} è la densità di numero). La costante {\displaystyle a} è caratteristica per ogni gas ed esprime l'intensità delle interazioni tra le molecole di quel gas (dalla tabella precedente vediamo ad esempio che le molecole d'acqua interagiscono tra di loro con un'intensità che è quattro volte maggiore rispetto alle molecole di azoto e ben 160 volte maggiore rispetto agli atomi di elio). La temperatura di ebollizione del gas cresce all'incirca linearmente al crescere della costante {\displaystyle a}.

## La costantebe le forze repulsive a breve raggio

Volume escluso da due molecole sferiche.

Quando le molecole si trovano molto vicine tra di loro, cioè praticamente a contatto, risentono delle forze repulsive dei rispettivi elettroni (che come è noto orbitano intorno ai nuclei e sono carichi negativamente). Le molecole si comportano quindi approssimativamente come delle sfere rigide (vedi figura a lato) che non possono avvicinarsi a distanza minore di {\displaystyle 2r} (dove {\displaystyle r} è il raggio delle sfere). Quando due molecole si urtano escludono un volume pari a una sfera di raggio {\displaystyle r}; il volume escluso da l'urto di due molecole è complessivamente di {\displaystyle b\,=\,16\,\pi \,{r^{3} \over 3}}
La presenza di forze repulsive viene descritta semplicemente sostituendo al volume molare {\displaystyle v} il "volume molare libero"  {\displaystyle v-b}n  dove {\displaystyle b} è il volume molare "escluso" (detto covolume), cioè il volume propriamente occupato dalle molecole di una mole di gas. Nel gas perfetto non esiste volume escluso, ovvero le molecole sono immaginate come puntiformi.
A basse pressioni tale volume è trascurabile rispetto a quello in cui si muovono le molecole, mentre non lo è più a pressioni molto elevate.
In sintesi, esprime il volume che occupa il gas quando lo spazio a sua disposizione tende all'infinito.

## Confronto tra la legge di van der Waals e la legge dei gas perfetti

Confronto tra legge dei gas perfetti (in verde) e legge di van der Waals (in rosso) per il biossido di carbonio (CO_{2}). Legenda: p = pressione; n = densità di numero; T = temperatura; A = zona delle forze repulsive; B = zona delle forze attrattive.

Nel grafico a fianco è rappresentata un'isoterma di van der Waals, {\displaystyle P={\frac {nT}{1-nb}}-an^{2}},
a confronto con un'isoterma di Boyle-Mariotte, {\displaystyle P=nT}

### Basse pressioni
Se la pressione del gas non è troppo elevata, il modello di van der Waals e il modello di gas perfetto non differiscono di molto. Ciò è dovuto al fatto che:
- il volume escluso {\displaystyle b} è trascurabile rispetto {\displaystyle V}; ad esempio, nel caso di {\displaystyle {\ce {CO2}}}, {\displaystyle b=43\;cm^{3}} mentre il volume molare standard (a {\displaystyle 0\mathrm {^{o}C} } e 1 atmosfera) è pari a {\displaystyle 22414\;cm^{3}};
- le distanze tra le molecole sono abbastanza grandi da rendere il termine {\displaystyle {\frac {a}{V^{2}}}} sostanzialmente nullo. Sempre nel caso di {\displaystyle {\ce {CO2}}} il termine {\displaystyle {\frac {a}{V^{2}}}} rappresenta solo il 7 per mille della pressione atmosferica.

In questi casi l'equazione di stato dei gas perfetti rappresenta una buona approssimazione del gas "reale".
{\displaystyle {PV \over RT}=1-{a \over VRT}}

### Medie e alte pressioni
Se la pressione del gas è più elevata si osservano invece differenze significative tra i due modelli (si veda il grafico, sempre relativo a {\displaystyle {\ce {CO2}}}):
- nella zona delle medie pressioni, tra 5 e 15 MPa (50-150 atm) il volume {\displaystyle V} diminuisce sufficientemente da fare sentire il peso del termine {\displaystyle {a \over V^{2}}}; questo significa che le forze di attrazione tra le molecole non sono più trascurabili e hanno l'effetto di ridurre la pressione rispetto all'ipotetico gas perfetto in cui le molecole non interagiscono.
- Nella zona delle alte pressioni,  maggiori di 15 MPa, il volume si è ridotto al punto che {\displaystyle b} non è più trascurabile rispetto a {\displaystyle V}; in questo modo l'espressione {\displaystyle V-nb} nel denominatore diventa un numero significativamente minore di {\displaystyle V}, con relativo aumento di pressione e "sorpasso" della curva di van der Waals rispetto a quella dei gas perfetti.

{\displaystyle {PV \over RT}=1+{Pb \over RT}}

## La legge di van der Waals e la liquefazione dei gas
La legge di van der Waals permette di comprendere bene il processo di liquefazione dei gas. Per ogni gas esiste una temperatura {\displaystyle T_{C}}, detta temperatura critica, che rappresenta in un certo senso la "frontiera" del processo di liquefazione:
- se {\displaystyle T>T_{C}} non è possibile liquefare il gas, anche comprimendolo a pressioni elevatissime;
- se {\displaystyle T<T_{C}} è possibile liquefare il gas se lo si comprime fino a una pressione opportuna, che è tanto più bassa quanto più è bassa la temperatura.

In figura sono rappresentate le isoterme del biossido di carbonio a diverse temperature, secondo quanto previsto dalla legge di van der Waals (ricordiamo che per la legge dei gas perfetti tali curve sarebbero semplicemente le iperboli della Legge di Boyle-Mariotte, {\displaystyle pV=cost}).

Esempio della legge di van der Waals applicata alla liquefazione dei gas attraverso le isoterme del biossido di carbonio a varie temperature. Legenda: P = pressione; V = volume; T = temperatura; P_{C}, V_{C}, T_{C} = valori critici; tratti di isoterma: continuo = gas; tratteggiato = liquido; punteggiato = previsione teorica al punto di liquefazione; L = punto di liquefazione

Per il {\displaystyle {\ce {CO2}}}, {\displaystyle T_{C}=31\mathrm {^{o}C} =304\;K}. 
- La curva a {\displaystyle 70\mathrm {^{o}C} } è ancora simile a un'iperbole (anche se la pressione è più bassa di quella calcolabile con la legge di Boyle);
- a {\displaystyle 40\mathrm {^{o}C} } si nota di un intervallo in cui la curva cambia il verso della concavità (sono presenti due punti di flesso); in entrambi i casi comunque il {\displaystyle {\ce {CO2}}} rimane in fase gassosa per ogni valore di pressione.
- La curva a {\displaystyle 31\mathrm {^{o}C} } illustra cosa succede nelle condizioni critiche. Quando il gas viene compresso in modo tale da raggiungere il volume critico {\displaystyle V_{C}}, e la corrispondente pressione critica {\displaystyle P_{C}}, diventa liquido (il {\displaystyle {\ce {CO2}}} è gassoso per {\displaystyle V>V_{C}} e liquido per {\displaystyle V<V_{C}}).
- Le curve a {\displaystyle 13\mathrm {^{o}C} } e {\displaystyle 21\mathrm {^{o}C} } rappresentano solo parzialmente il comportamento reale del gas (in queste condizioni si raggiungono quindi i limiti di validità dell'equazione di van der Waals). Il tratto di destra delle curve (corrispondente alle pressioni minori) descrive in modo adeguato il comportamento del gas, mentre la loro parte centrale (dove si osservano le "gobbe") non corrisponde alla realtà fisica, in quanto il gas, invece di seguire la curva che indicherebbe un assurdo aumento del volume all'aumentare della pressione, segue il "plateau" indicato dalla linea nera orizzontale L. La linea di plateau viene posizionata (con buona approssimazione[4]) a un'ordinata tale che passi per il punto di intersezione tra la funzione e la retta {\displaystyle V=V_{C}}. In questa zona avviene la liquefazione del gas, per cui al termine del "plateau" troviamo soltanto {\displaystyle {\ce {CO2}}} liquida; se si tenta di ridurre ulteriormente il volume, la pressione aumenta in modo molto rapido, dal momento che i liquidi sono praticamente incomprimibili. Osserviamo infine che la lunghezza del plateau aumenta al diminuire della temperatura.

Per ottenere il punto critico (cioè i parametri {\displaystyle T_{C}}, {\displaystyle V_{C}}, {\displaystyle P_{C}}), possiamo imporre le due condizioni: 
{\displaystyle \left.{\frac {\partial P}{\partial V}}\right|_{T\mathrm {cost} }=0,\left.{\frac {\partial ^{2}P}{\partial V^{2}}}\right|_{T\mathrm {cost} }=0}
ottenendo così un sistema di equazioni dalle quali si ricavano:
{\displaystyle V_{\mathrm {C} }=3nb,\qquad T_{\mathrm {C} }={\frac {8a}{27Rb}},\qquad P_{\mathrm {C} }={\frac {a}{27b^{2}}}}.
Noti questi valori, è possibile trovare il fattore di comprimibilità critico {\displaystyle Z_{C}=p_{c}v_{c}/(RT_{c})=3/8}.
All'inverso, si possono ricavare i parametri {\displaystyle a} e {\displaystyle b} in funzione dei valori critici:
{\displaystyle b={\frac {RT_{\mathrm {C} }}{8P_{\mathrm {C} }}},\qquad a={\frac {27(RT_{\mathrm {C} })^{2}}{64P_{\mathrm {C} }}}}
Queste relazioni permettono di determinare le costanti {\displaystyle a} e {\displaystyle b} per i vari gas da una misura sperimentale di {\displaystyle P_{C}} e {\displaystyle T_{C}} (la misura sperimentale di {\displaystyle V_{C}} risulta più difficile).

## Costanti di van der Waals
In questa tabella sono riportati i valori delle costanti di van der Waals per alcune sostanze.
Unità
{\displaystyle 1\ \mathrm {J\cdot m^{3}/mol^{2}=1\ m^{6}\cdot Pa/mol^{2}=10\ l^{2}\cdot bar/mol^{2}} }
{\displaystyle 1\ \mathrm {m^{3}/mol=1000\ l/mol} \,.}
|                          | a (L²bar/mol²) | b (L/mol) |  | a (J·m³/mol²) | b (m³/mol) |
| ------------------------ | -------------- | --------- |  | ------------- | ---------- |
| Acetato di etile         | 20,72          | 0,1412    |  | 2,072         | 0,0001412  |
| Acetilene                | 4,448          | 0,05136   |  | 0,4448        | 0,00005136 |
| Acetone                  | 14,09          | 0,0994    |  | 1,409         | 0,0000994  |
| Acetonitrile             | 17,81          | 0,1168    |  |               |            |
| Acido acetico            | 17,82          | 0,1068    |  |               |            |
| Acido bromidrico         | 4,510          | 0,04431   |  |               |            |
| Acido cloridrico         | 3,716          | 0,04081   |  |               |            |
| Acido selenidrico        | 5,338          | 0,04637   |  |               |            |
| Acido solfidrico         | 4,490          | 0,04287   |  |               |            |
| Acqua                    | 5,536          | 0,03049   |  |               |            |
| Ammoniaca                | 4,225          | 0,03707   |  |               |            |
| Anidride acetica         | 20,16          | 0,1263    |  |               |            |
| Anidride solforosa       | 6,803          | 0,05636   |  |               |            |
| Argon                    | 1,363          | 0,03219   |  |               |            |
| Azoto                    | 1,408          | 0,03913   |  |               |            |
| Benzene                  | 18,24          | 0,1154    |  |               |            |
| Biossido di carbonio     | 3,640          | 0,04267   |  | 0,3640        | 0,00004267 |
| Bromobenzene             | 28,94          | 0,1539    |  |               |            |
| Butano                   | 14,66          | 0,1226    |  |               |            |
| Cianogeno                | 7,769          | 0,06901   |  |               |            |
| Cicloesano               | 23,11          | 0,1424    |  |               |            |
| Cloro                    | 6,579          | 0,05622   |  |               |            |
| Clorobenzene             | 25,77          | 0,1453    |  |               |            |
| Cloroetano               | 11,05          | 0,08651   |  |               |            |
| Clorometano              | 7,570          | 0,06483   |  |               |            |
| Cloruro stannico         | 27,27          | 0,1642    |  |               |            |
| Diossido di azoto        | 5,354          | 0,04424   |  |               |            |
| Elio                     | 0,03457        | 0,0237    |  |               |            |
| Esano                    | 24,71          | 0,1735    |  |               |            |
| Etandiolo                | 11,39          | 0,08098   |  |               |            |
| Etano                    | 5,562          | 0,0638    |  |               |            |
| Etanolo                  | 12,18          | 0,08407   |  |               |            |
| Etere dietilico          | 17,61          | 0,1344    |  |               |            |
| Etere dimetile           | 8,180          | 0,07246   |  |               |            |
| Etilamina                | 10,74          | 0,08409   |  |               |            |
| Fluorobenzene            | 20,19          | 0,1286    |  |               |            |
| Fluorometano             | 4,692          | 0,05264   |  |               |            |
| Fosfina                  | 4,692          | 0,05156   |  |               |            |
| Freon                    | 10,78          | 0,0998    |  |               |            |
| Idrogeno                 | 0,2476         | 0,02661   |  |               |            |
| Iodobenzene              | 33,52          | 0,1656    |  |               |            |
| Kripton                  | 2,349          | 0,03978   |  |               |            |
| Mercurio                 | 8,200          | 0,01696   |  |               |            |
| Metano                   | 2,283          | 0,04278   |  |               |            |
| Metanolo                 | 9,649          | 0,06702   |  |               |            |
| Monossido di carbonio    | 1,505          | 0,03985   |  |               |            |
| Neon                     | 0,2135         | 0,01709   |  |               |            |
| Ossido di azoto          | 1,358          | 0,02789   |  |               |            |
| Ossigeno                 | 1,378          | 0,03183   |  |               |            |
| Pentano                  | 19,26          | 0,146     |  |               |            |
| Propano                  | 8,779          | 0,08445   |  |               |            |
| Protossido di azoto      | 3,832          | 0,04415   |  |               |            |
| Silano                   | 4,377          | 0,05786   |  |               |            |
| Solfuro di carbonio      | 11,77          | 0,07685   |  |               |            |
| Solfuro dietilico        | 19,00          | 0,1214    |  |               |            |
| Dimetil solfuro          | 13,04          | 0,09213   |  |               |            |
| Tetracloruro di carbonio | 19,7483        | 0,1281    |  |               |            |
| Tetracloruro di germanio | 22,90          | 0,1485    |  |               |            |
| Tetrafluoruro di silicio | 4,251          | 0,05571   |  |               |            |
| Toluene                  | 24,38          | 0,1463    |  |               |            |
| Xeno                     | 4,250          | 0,05105   |  |               |            |